# Har Choršan
Har Choršan (hebrejsky: הר חורשן) je vrch o nadmořské výšce 178 metrů v severním Izraeli.
Leží na pomezí pahorkatiny Ramat Menaše a jižního okraje pohoří Karmel, cca 25 kilometrů jižně od centra Haify, cca 5 kilometrů severovýchodně od města Zichron Ja'akov a cca 1,5 kilometru jihozápadně od vesnice Bat Šlomo. Má podobu návrší se zalesněnými svahy, které na jižní, východní a jihozápadní straně přecházejí do rozsáhlejšího lesního komplexu. Na severní straně terén klesá do hluboce zaříznutého údolí vádí Nachal Dalija, do kterého tu od severovýchodu ústí vádí Nachal Tut a kterým prochází dálnice číslo 70. Kopec je turisticky využíván a začleněn do přírodní rezervace Šmurat Har Choršan.